# 杉崎ゆきる
杉崎 ゆきる（すぎさき ゆきる、12月26日 - ）は日本の漫画家、イラストレーター。スギサキユキルというペンネームもある。血液型はO型。
代表作に『純喫茶ねこ』・『D・N・ANGEL』・『ラグーンエンジン』などがあるが、『女神候補生』のように突然の休載の末に連載を放棄した作品もある。

## 経歴
小学館『月刊コロコロコミック』でデビュー。集英社『別冊マーガレット』、講談社『月刊アフタヌーン』、角川書店『月刊ASUKA』、徳間書店『月刊少年キャプテン』、新声社『コミックゲーメスト』、ソフトバンク、ワニブックスなどの各誌で作品を掲載してきた。
1995年（平成7年）に『月刊ASUKA』新人漫画賞を受賞。同誌掲載の「ナマイキの“N”」で脚光を浴びた。

## 人物
- 趣味は演劇とゲーム[1]。
- ウサギが好きで、ウサギに関連したものを集めている。

## 作品リスト

### 漫画
- 純喫茶ねこ
- 1001
- アスクライブ・トゥ・ヘヴン
- 女神候補生
- D・N・ANGEL
- りぜるまいん（スギサキユキル名義）
- ブレンパワード（原作：富野由悠季）
- ラグーンエンジン・アインザッツ
- ラグーンエンジン
- 卒業M（原作：有栖川ケイ）
- EDEN
- ナマイキの“N”
- 逢魔ヶAGAIN
- 菅野家は家内安全。

### イラスト
- 小説版神秘の世界エルハザード（上・下巻、倉田英之、徳間書店、1996年）
- プラスティック・ムーン（原作：こたにみや）ISBN 4-04-701345-5
- NEUTRAL（画集）ISBN 4-04-853034-8
- サイケデリックレスキュー（原作：一条理希) ISBN 4-08-613307-5
- 女神候補生画集 myth〜神話〜（画集）ISBN 4-8470-1430-8
- D・N・ANGEL Illustrations FEDER（画集）ISBN 4-04-853651-6
- ストリートファイター アート・コミック・アンソロジー ISBN 978-4-7577-4719-7
- ファイナル・セーラー・クエスト　完全版（作：火浦功）ISBN 978-4-04-162712-9
- 夢美と愛美シリーズ（作：唯川恵、角川つばさ文庫）